# أوستين جون
أوستين جون (بالإنجليزية: Austin Winkler)‏ هو مغني وكاتب أغاني أمريكي، ولد في 25 أكتوبر 1981 في أوكلاهوما سيتي في الولايات المتحدة.

## وصلات خارجية
- أوستين جون على موقع IMDb (الإنجليزية)
- أوستين جون على موقع ميوزك برينز (الإنجليزية)